# Panoz Abruzzi
La Panoz Abruzzi è una vettura presentata dalla Panoz nel 2011; ne era stata prevista una produzione limitata a 81 esemplari totali, ma del progetto se ne sono perse le tracce

## Tecnica
Come propulsore era montato un V8 che erogava la potenza di 620 cv con 800 Nm di coppia e che veniva gestito da un cambio manuale a sei rapporti. L'impianto frenante era rappresentato da quattro freni a disco carboceramici, mentre le sospensioni in configurazione push-rod erano costituite da doppi bracci trasversali, molle elicoidali e ammortizzatori.